# Villa Estevan
La Villa Estevan, située dans les Jardins de Métis à Grand-Métis (Québec), est un lieu de détente qui abrite le restaurant de la Villa Estevan et plusieurs expositions.

## Historique
La Villa Estevan est une maison d’été qui fut construite en 1887 pour Sir George Stephen, alors président et fondateur du chemin de fer Canadien Pacific. « Estevan » était le nom de code télégraphique qu'employait George Stephen pour ses communications confidentielles avec le directeur général du Canadien Pacific, William Van Horne. Située aux abords de la rivière Mitis, la Villa fut longtemps utilisée comme camp de pêche. À la suite du décès de sa femme en 1896, Stephen veuf et sans enfant, prêtait la villa à ses associés et aux membres de sa famille. 
En 1926, Elsie Reford, sa nièce, fait agrandir la maison selon les plans de l’architecte montréalais Galt Durnford. Après le départ d’Elsie Reford en 1958, la Villa fut habitée par son fils ainé, le brigadier Bruce Reford, et son épouse, Elspet. En 1961, il vend le domaine au gouvernement du Québec, qui l’ouvre au public en 1962. La Villa devient par la suite un pavillon pour offrir divers services aux touristes et est rebaptisée la Villa Reford. 
La Villa fut restaurée par Les Amis des Jardins de Métis en 2002 avec l’aide du gouvernement du Canada, du Québec et la Fondation Molson. Aujourd’hui, l’étage de la résidence est consacré à une exposition permanente, « La Villa Estevan, au cœur de la villégiature », évoquant la vie d’Elsie et Robert Wilson Reford, la personnalité de George Stephen, l'histoire d'Estevan Lodge et celle de la région. Les appartements, autrefois occupés par Elsie et Robert Wilson Reford, hébergent maintenant des objets, meubles et photographies évoquant leur vie quotidienne à Métis et à Montréal. Les chambres où habitaient les domestiques sont devenues des salles d'expositions.
Deux œuvres d'art ont été réalisées dans le cadre du programme d'intégration d'art à l'architecture lors de la restauration de la Villa. L'une de Roger Gaudreau, Passage, a été réalisée dans l'arboretum adjacent à la Villa, prend son inspiration de la géométrie de la Villa et ses perspectives sur le fleuve et le jardin. Une deuxième, de l'artiste Fernande Forest, Pour Mémoire prend place dans les fenêtres de la grande salle.

## Galerie

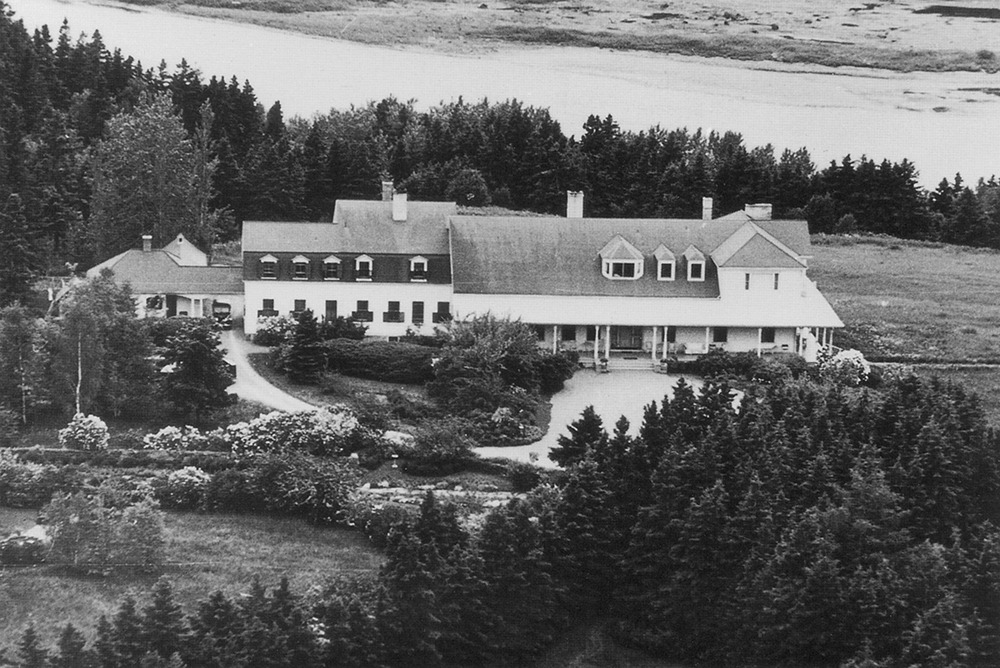
Vue aérienne, vers 1940
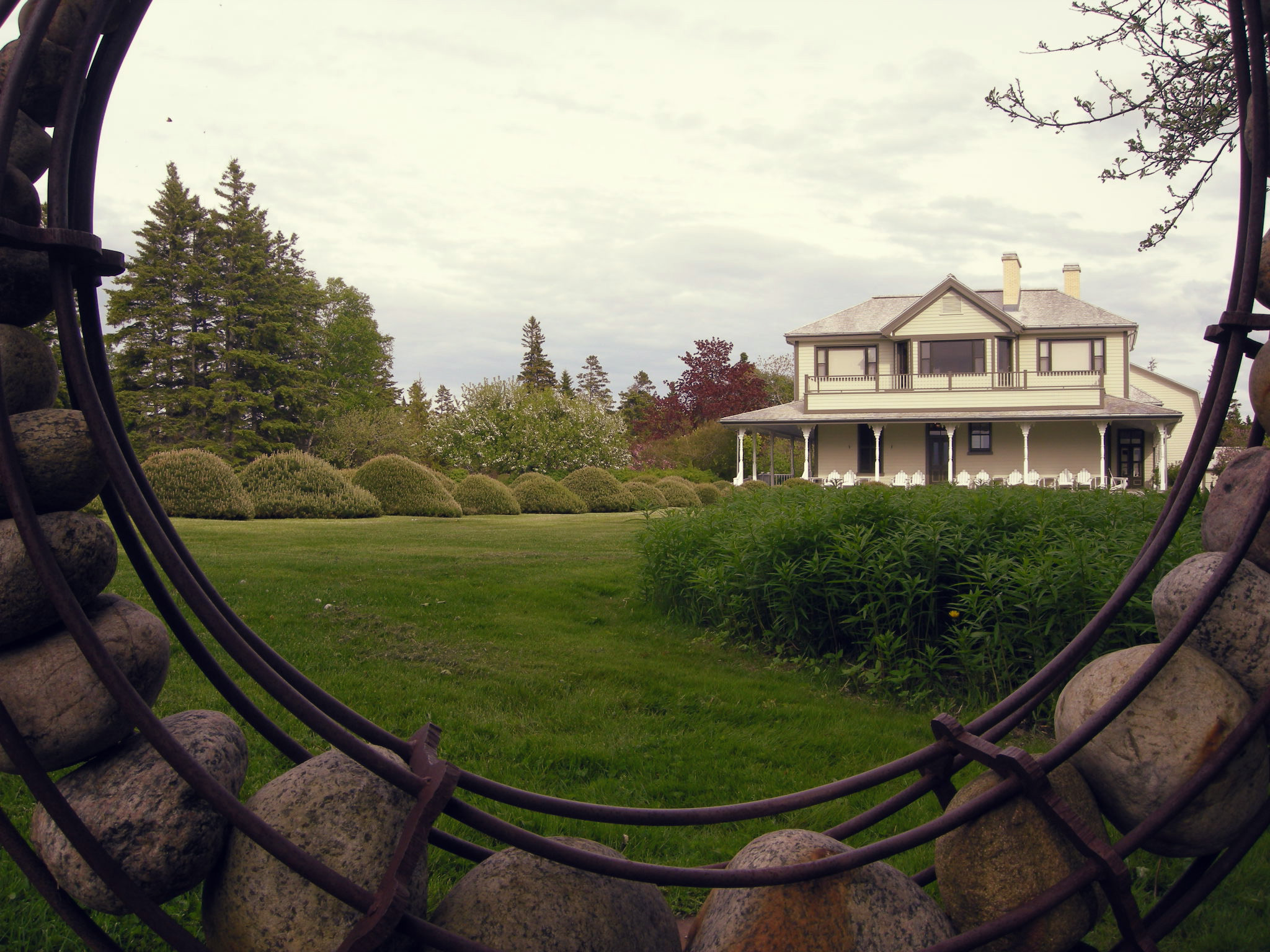
En 2009